# Sparta Rotterdam
Lo Sparta Rotterdam è una società calcistica olandese con sede nella città di Rotterdam. Milita nell'Eredivisie.
Fondata il 1º aprile 1888, è una delle squadre di calcio più vecchie dei Paesi Bassi. Ha vinto 6 titoli di Eredivisie (1909, 1911, 1912, 1913, 1915, 1959) e 3 Coppe d'Olanda (1958, 1962, 1966). È uno dei tre club professionistici di Rotterdam insieme all'Excelsior e al Feyenoord.

## Storia
Il 1º aprile 1888 alcuni studenti di Rotterdam fondarono un club di cricket chiamato Rotterdamsche Cricket, mentre, nel luglio dello stesso anno, fu fondata una sezione di calcio, lo Sparta Football Club. Solo dopo 4 anni, nel 1892, il club si distaccò dalla società di cricket. Lo Sparta fu quindi promosso nella massima serie del calcio olandese il 23 aprile 1893. Nel 1897 il club si ritirò dalla competizione in seguito ad una dubbiosa condotta degli arbitri quando questi dovevano dirigere le partite dello Sparta; tuttavia, la società continuò ad esistere. Nel 1899 la dirigenza del club osservò una partita del Sunderland e rimase impressionata dalla maglia rossa e bianca del club inglese; da quel momento la società decise che i colori del Sunderland (maglia a righe bianche e rosse, pantaloncini neri) sarebbero stati i colori dello Sparta.
La prima partita al nuovo stadio dello Sparta, Het Kasteel (Il castello), nella zona Spangen di Rotterdam-ovest, è stata giocata il 14 ottobre 1916. Lo stadio è stato rinnovato, in seguito, nel 1999 ed è ancora oggi lo stadio del club.
Fino alla stagione 2002-2003, lo Sparta aveva sempre giocato nel massimo campionato olandese, ma dopo aver nominato l'ex giocatore Frank Rijkaard come allenatore è caduto in Eerste Divisie, e Rijkaard si è dimesso dalla sua posizione. Il club è tornato in Eredivisie per la stagione 2005-2006, ma nel 2010 è stato nuovamente retrocesso. Il 20 agosto 2010, eguaglia Ajax ed Heracles Almelo nella vittoria più larga nel calcio olandese, battendo l'Almere City per 12-1 (Johan Voskamp mette a segno 8 goal nel giorno del suo debutto, stabilendo un nuovo record).
Dopo sei anni in Eerste Divisie, nell'aprile 2016 lo Sparta vince lo spareggio promozione, tornando nuovamente in Eredivisie. Nel maggio 2018 il club retrocede per la terza volta nella sua storia, dopo essere stato battuto per 3-1 contro l'Emmen nei play-off promozione / retrocessione: risultato storico, in quanto l'Emmen ha ottenuto la sua prima promozione in assoluto in Eredivisie. Nel 2018-2019 arriva secondo e guadagna la promozione. Nel 2019-2020, campionato non terminato causa COVID-19, chiude all'11ª posizione; chiude invece 8º nel campionato seguente. Nel campionato 2021-2022 rischia seriamente di retrocedere ma riesce a salvarsi con una serie di tre vittorie consecutive nelle ultime giornate.

## Colori e simboli

### Colori
I colori sociali sono il bianco e il rosso. La maglia di gioco è a strisce verticali, invece i pantaloncini sono neri e i calzettoni bianchi con inserti rossi.

### Simboli ufficiali

#### Stemma
Nello stemma è presente un calciatore con la divisa della società.

## Strutture

### Stadio

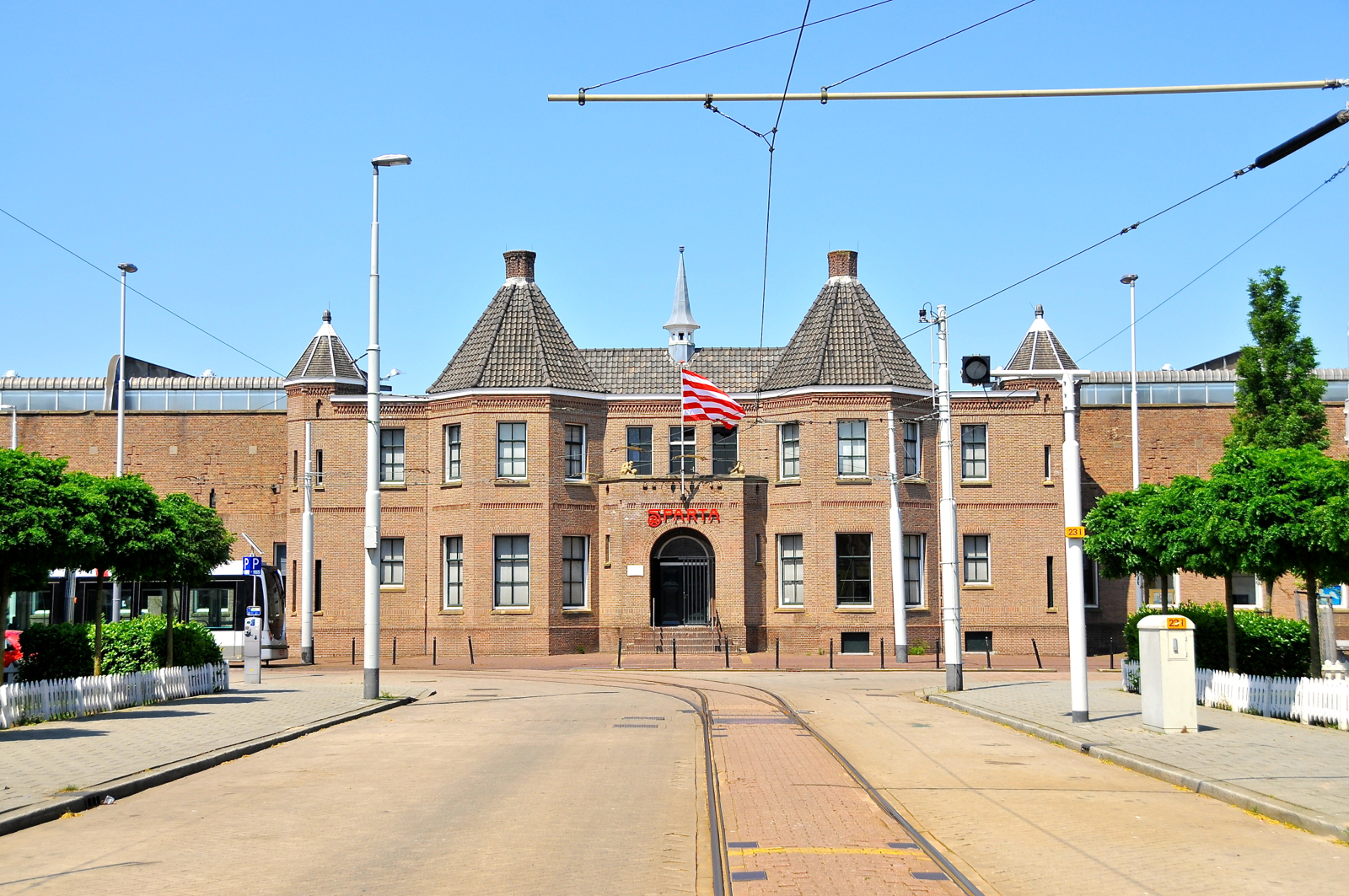
Veduta esterna dello Sparta Stadion Het Kasteel.

Dal 1916 il club disputa le proprie gare interne nello Sparta Stadion Het Kasteel, che si trova a Rotterdam, nel distretto di Spangen, e che può ospitare 11.000 spettatori. Deve il suo nome, in italiano letteralmente il castello, proprio alla sua caratteristica forma.
L'impianto nel 1928 aveva ospitato qualche incontro delle Olimpiadi di Amsterdam, mentre è stato ristrutturato nel 1999.

## Palmarès

### Competizioni nazionali

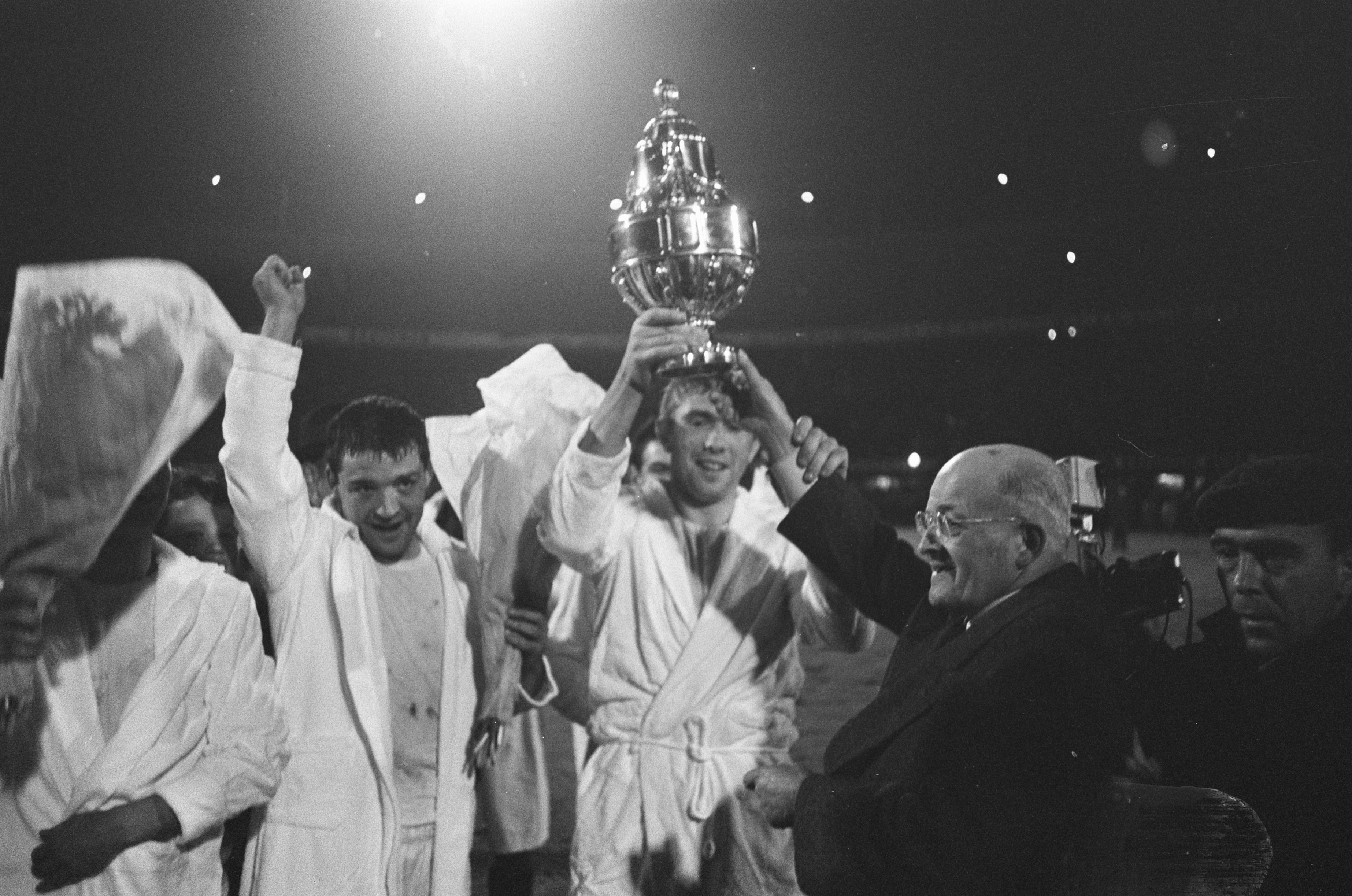
La vittoria della Coppa d'Olanda 1965-1966

- Campionato olandese: 6

1908-1909, 1910-1911, 1911-1912, 1912-1913, 1914-1915, 1958-1959
- Coppa dei Paesi Bassi: 3

1957-1958, 1961-1962, 1965-1966
- Eerste Divisie: 1

2015-2016

### Altri piazzamenti
- Campionato olandese:

Secondo posto: 1894-1895
Terzo posto: 1895-1896, 1915-1916, 1924-1925, 1952-1953, 1962-1963, 1966-1967
- Coppa dei Paesi Bassi:

Finalista: 1970-1971, 1995-1996
Semifinalista: 1899-1900, 1958-1959, 1968-1969, 1972-1973, 1977-1978, 1979-1980, 1981-1982, 1991-1992, 2003-2004, 2016-2017
- Eerste Divisie:

Secondo posto: 2004-2005, 2011-2012, 2018-2019
Terzo posto: 2003-2004, 2012-2013

## Statistiche e record

### Partecipazione ai campionati e ai tornei internazionali

#### Campionati nazionali
Il miglior risultato ottenuto nell'Eredivisie è la vittoria, ottenuta nella stagione 1958-1959. In precedenza il club aveva ottenuto altre cinque vittorie nell'epoca dilettantesca del campionato.
Dalla stagione 1956-1957 alla 2025-2026 il club ha ottenuto le seguenti partecipazioni ai campionati nazionali:
| Livello | Categoria      | Partecipazioni | Debutto   | Ultima stagione | Totale |
| ------- | -------------- | -------------- | --------- | --------------- | ------ |
| 1º      | Eredivisie     | 60             | 1956-1957 | 2025-2026       | 60     |
| 2º      | Eerste Divisie | 10             | 2002-2003 | 2018-2019       | 10     |

#### Tornei internazionali
Il club vanta una partecipazione alla Coppa dei Campioni nella stagione 1959-1960, quando è approdato i quarti di finale: è stato qui eliminato dai Rangers. Questo traguardo è anche il migliore raggiunto dagli olandesi nelle competizioni europee.
Alla stagione 2022-2023 il club ha ottenuto le seguenti partecipazioni ai tornei internazionali:
| Categoria                                | Partecipazioni | Debutto   | Ultima stagione |
| ---------------------------------------- | -------------- | --------- | --------------- |
| Coppa dei Campioni/UEFA Champions League | 1              | 1959-1960 | 1959-1960       |
| Coppa delle Coppe                        | 3              | 1962-1963 | 1971-1972       |
| Coppa UEFA/UEFA Europa League            | 2              | 1983-1984 | 1985-1986       |
| Coppa delle Fiere                        | 1              | 1970-1971 | 1970-1971       |

## Organico

### Rosa 2025-2026
Aggiornata al 28 luglio 2025.
| N. |                        | Ruolo | Calciatore          |
| -- | ---------------------- | ----- | ------------------- |
| 1  | Paesi Bassi (bandiera) | P     | Joel Drommel        |
| 2  | Comore (bandiera)      | C     | Saïd Bakari         |
| 3  | Paesi Bassi (bandiera) | D     | Bart Vriends        |
| 4  | Paesi Bassi (bandiera) | D     | Mike Eerdhuijzen    |
| 5  | Paesi Bassi (bandiera) | D     | Patrick van Aanholt |
| 6  | Paesi Bassi (bandiera) | A     | Patrick Brouwer     |
| 6  | Paesi Bassi (bandiera) | C     | Jonathan de Guzmán  |
| 7  | Paesi Bassi (bandiera) | A     | Vito van Crooij     |
| 8  | Norvegia (bandiera)    | C     | Joshua Kitolano     |
| 9  | Norvegia (bandiera)    | A     | Tobias Lauritsen    |
| 10 | Belgio (bandiera)      | C     | Arno Verschueren    |
| 11 | Giappone (bandiera)    | A     | Kōki Saitō          |
| 12 | Togo (bandiera)        | D     | Augustin Drakpe     |

| N. |                        | Ruolo | Calciatore           |
| -- | ---------------------- | ----- | -------------------- |
| 13 | Venezuela (bandiera)   | C     | Teo Quintero         |
| 14 | Paesi Bassi (bandiera) | D     | Rick Meissen         |
| 16 | Paesi Bassi (bandiera) | C     | Pelle Clement        |
| 17 | Danimarca (bandiera)   | C     | Younes Namli         |
| 18 | Paesi Bassi (bandiera) | C     | Hamza el Dahri       |
| 19 | Canada (bandiera)      | A     | Charles-Andreas Brym |
| 20 | Paesi Bassi (bandiera) | P     | Delano van Crooij    |
| 20 | Paesi Bassi (bandiera) | P     | Youri Schoonderwaldt |
| 21 | Curaçao (bandiera)     | A     | Rayvien Rosario      |
|    | Islanda (bandiera)     | C     | Kristian Hlynsson    |
|    | Islanda (bandiera)     | A     | Nökkvi Þeyr Þórisson |
|    | Paesi Bassi (bandiera) | C     | Joel Ideho           |
|    | Paesi Bassi (bandiera) | D     | Tijs Velthuis        |